# エースナンバー
エースナンバー（ace number）とは、野球やサッカーなどのスポーツにおいて、伝統的にチームのエースがつけるとされている背番号である。チームの顔、柱となる選手に与えられるものであり、これを着けることは精神的に大きな重みを持つ。このため実績のない者に安易に与えられることは少なく、ふさわしい選手が現れるまでは欠番にされるなどの措置が執られることも多い。

## 野球

### アマチュア野球
- 高校野球以前においては投手の守備番号である1番がエースナンバーとされ、10番が二番手投手とされることが多い。
- 大学野球では1番、11番、18番が中心である。早稲田大学では右腕投手が11番、左腕投手が18番であり、明治大学では11番がエースナンバーとされる。また東都大学野球リーグなどでは1番が主将番号のため、各大学で10番台がエースナンバーとなっている。

### プロ野球
日本では習慣的に主力投手は10番台を着けるケースが多いが、18番は特に有名で、通常「エースナンバー」といった場合18を指すことが多い。その他、球団によって17、20、21などをエースナンバーとしているところもある。

#### 18
- 「エースナンバー」として最も有名な番号。プロ野球初期の大投手である若林忠志、野口二郎、中尾碩志らがこの番号を付けて活躍したこと、また歌舞伎でいう「十八番」の連想からきているともいわれる。
- 読売ジャイアンツにおいては前川八郎→中尾碩志→藤田元司→堀内恒夫→桑田真澄→杉内俊哉→菅野智之と受け継がれ（藤田・堀内は引退・コーチ就任後もしばらく着用）、「18＝エース」のイメージが確立された。球団史上でも、背番号18の選手は上記の7名と、短期着用したヴィクトル・スタルヒン、近藤貞雄を加えたこの9名のみである。
  - 藤田は背番号18を贈られた際に、前任者の中尾から「これはエース番号だ」と直接言われたと述懐している。
- この他米田哲也、権藤正利、佐々岡真司、三浦大輔、前田健太、松坂大輔、田中将大など、18を着けて活躍した選手は数多い。現役では、、山本由伸（ドジャース）、今永昇太（カブス）、宮城大弥（オリックス）、森下暢仁（広島）、らが使用している。ダルビッシュ有も日本代表の試合において18を着用した。三浦は2019年のコーチ就任後も現役時代と同じ18を着用していたが、選手以外での着用は引退後も続けて在籍した藤田・堀内を除けば極めて異例である。監督に就任する2021年からは81に変更した。
- 日本では上記の理由により、18番を投手以外の選手に付与される事例は、1950年代の大阪タイガース→阪神タイガースで投手の井崎勤也以外で河西俊雄・与儀真助（以上内野手）・藤重登（捕手）と3人の野手が集中した例を除けば極めて少なく、2000年代以降では岡大海（外野手。日本ハム時代の2016年 - 2018年途中）のみである。

#### 20
- 過去の中日では伝統的にエースナンバーとして扱われていた。杉下茂→権藤博[1]→渡部司[2]→星野仙一→小松辰雄→宣銅烈→川崎憲次郎→中田賢一→野村亮介が使用したが、2018年から2022年までの5年間は空き番となり、2023年から涌井秀章が着用する。
  - 落合博満が監督時代にエースナンバーは他球団に倣って18番にすべきと主張して以降[3] 扱いが曖昧になっている。
- 他球団では過去に大友工、北別府学などがいる。近年は豊田清（西武→巨人→広島、広島時代は33番を着用）、永川勝浩（広島）、木塚敦志（横浜）らリリーフ投手が使用する事例が多い。
- 一軍で実績を残した打者では辻恭彦（阪神時代・捕手）、タフィ・ローズ（巨人時代、外野手）など少数である。

#### 21
- 西鉄→西武（川崎徳次→島原幸雄→東尾修→渡辺智男→※（この間外国人野手及び他球団からの移籍投手）→石井貴→中﨑雄太→十亀剣→武内夏暉）、東映→日拓→日本ハム（土橋正幸（1968年はコーチ専任）→高橋直樹→西崎幸広→清水章夫→武田久）、南海→ダイエー→ソフトバンク（柚木進→杉浦忠→西川佳明→工藤公康→和田毅など）の3球団でエースナンバーとして使用されている。ただし、日本ハムでは2018年から打者の清宮幸太郎（内野手）が着用している。
- 巨人では伝統的に左のエース番号とされ、伊藤芳明→高橋一三→宮本和知→高橋尚成がこの伝統を受け継いでいる（ただし加藤初など右投手がいないわけではない）。高橋尚のMLB移籍後はしばらく空き番となっていたが、2015年、巨人の打者としては1950年 - 1951年の久保木清（外野手。1952年9番に変更）以来64年ぶりにホアン・フランシスコ（内野手）が着用。しかしフランシスコは1年で退団となり、2016年は新人で右投手の桜井俊貴が着用。そして2017年から2018年は左投手の吉川光夫、2019年から2020年は右投手の岩隈久志、2021年から2022年は右投手の井納翔一が着用した。
- 阪神では、過去に山尾孝雄（外野手）・関川浩一（捕手・外野手）など打者が着用した例も散見された。

#### 17
- ヤクルト、DeNAではエースナンバーとしている。

ヤクルトでは宮地惟友→佐々木重徳→鈴木皖武→松岡弘→川崎憲次郎→川島亮→クリス・ラルー→成瀬善久→清水昇の9名のみが使用している（ただし佐々木は野手である）。
- 他球団ではビクトル・スタルヒン、藤本英雄、山田久志、完全試合を達成した槙原寛己らがおり、現役では有原航平（ソフトバンク）、伊藤大海（日本ハム）などがいる。
- 一軍で実績を残した打者での着用例は前述の佐々木の他、玉造陽二（西鉄・外野手）、桑野議（阪神・外野手）、門前眞佐人（阪神・大洋・広島、捕手）など少数である。また、開幕直前などの移籍による空き番の都合で暫定的に着用した例として光山英和（中日時代・捕手）などの例がある。

#### 27
- DeNAのもう1つのエースナンバー。（森昌彦（祇晶）、古田敦也、伊東勤の影響から捕手の番号とする球団の方が多い）

ヤクルトを筆頭に他球団では捕手の背番号であることが多いが、DeNAでは大洋時代の大エース平松政次の活躍以来「大洋のエースナンバー」として、特に大洋時代のファンから愛されている。その一方で捕手では、大洋松竹ロビンス時代の1953年に神崎安隆が着用しただけだった。
これまでに佐々木吉郎→小野正一→平松政次→竹田光訓→田辺学→小宮山悟→土居龍太郎→山北茂利→クリス・ブーチェック→江尻慎太郎と10名の投手が連続したが、2013年は外野手のナイジャー・モーガンが着用した。野手の27番は1961年のスタンレー橋本（内野手）以来であった。その後は2014年から2017年までは久保康友、2019年から2024年までは上茶谷大河、2025年途中からは藤浪晋太郎と、再び投手が着用している。
- ロッテでも東京オリオンズ時代に入団の八木沢荘六（1967 - 1979）以来、三宅宗源（1981 - 1983）→土屋正勝（1984 - 1986）→牛島和彦（1987 - 1993）→河本育之（1994 - 1999）→戸部浩（2000 - 2002）・古谷拓哉（2006 - 2017）→山本大貴（2018 - 2022）→坂本光士郎（2022）と先発・リリーフを問わず原則として投手の背番号として扱われているため、球団がロッテの経営となって以降の打者では、他球団に倣って捕手で着用した清水将海（2003 - 2004）と田村龍弘（2023  - ）の2名のみであり、内野手および外野手の着用に至っては東京以後の着用がなく、毎日・大毎時代の三宅宅三（内野手および外野手・1950 - 1957）と新井茂（1958 - 1959）の2名のみである。

#### 11
- 別所毅彦、荒巻淳、村山実、佐藤義則ら歴代の名投手が使用してきた。その後も斎藤雅樹、野茂英雄、川上憲伸、ダルビッシュ有、大谷翔平らの活躍で重みが増し、エース級の背番号という認識がなされつつある。
- 近鉄では、吉井理人→野茂英雄→大塚晶文とメジャーリーガー3人を生んでいる。
- 現役では岸孝之（楽天）、東克樹（DeNA）らが11を着けている。
- ヤクルトでは準エース格の番号として田所善治郎→村田元一→西井哲夫→神部年男→荒木大輔→伊藤彰→坂元弥太郎に受け継がれた後、2008年、「最高の待遇」の一環として由規にこの番号が与えられた。2020年から2022年は奥川恭伸が着用し、奥川が18に変更した2023年からはキオーニ・ケラが外国人投手として初めて着用した。
- 打者では、ジョン・シピン（大洋 - 巨人）・大島康徳（日本ハム時代）や投手との二刀流の大谷翔平（日本ハム時代）などの着用例がある。

#### 22
- もともと田淵幸一の影響で捕手のイメージが強い番号だったが、近年佐々木主浩、高津臣吾らの活躍で特にリリーフ投手が使用することが多くなった。
- ヤクルトでは国鉄時代から1971年まで、専ら捕手と外野手が着用していたが、1972年に入団した安田猛から投手の背番号として引き継がれた。2020年からは監督に就任した高津が着用している。
- 星野仙一は中日に入団した当初の2年間この番号を付けた。当初は憧れの存在だった村山実とおなじ11番を希望していたが空いていなかった（サンケイから移籍した徳武定之が着用していた）ため、倍にしてこの番号を着けたという。
- 藤川球児も阪神時代の2005年から2012年および日本球界復帰2年目の2017年以降はこの番号を着けていた。2025年から監督に就任する際にも22番を着用する。
- 現役では大野雄大（中日）らが投手として22番を着用しているが、大野は専ら先発として起用される（ただし、大野自身は阪神ファンであり、藤川に憧れて22番を選択したと公言している）。

#### 28
- 阪神時代の江夏豊が用いたことから左腕のイメージが定着した。歴代では星野伸之、新浦寿夫、岡島秀樹、松永昂大など。
- 打者では、八重樫幸雄（ヤクルト・捕手）、宮寺勝利（西鉄 - 太平洋時代・捕手）、村上公康（ロッテ時代・捕手）、衣笠祥雄（広島・捕手→内野手。その後着用した3が永久欠番）、西田真二（広島・外野手）などが実績を残したが、捕手の着用例が目立っていた。

#### 34
- 金田正一の活躍によって、特に左腕の大投手のイメージが付与された。三振の語呂合わせから速球投手の番号ともされる。投手では左右を問わず、歴代では川口和久、小松辰雄、山本昌などが、現役では平田真吾（DeNA）、福敬登（中日）、田口麗斗（ヤクルト）などが着用している。
- 打者では2022年現在、山﨑剛（楽天）が着用している。吉田正尚（レッドソックス）もオリックス時代の2020年まで着用していた。これはアメリカでブライス・ハーパー（ワシントン・ナショナルズ時代）やデビッド・オルティーズ（ボストン・レッドソックスで永久欠番）など、メジャーリーグを代表するスラッガーが着用していることに影響を受けたとされる[4]。

#### 14
- 沢村栄治賞の由来にもなった沢村栄治をはじめ、日本プロ野球最多ノーヒットノーラン記録保持者の外木場義郎（広島）や現役では最多勝を獲得した経歴を持つ大瀬良大地（広島）や則本昂大（楽天）など各チームのエース級の投手が着用している。

#### 30
- もとは背番号を30番までしか登録できなかったため、最大の番号として監督がつけるのが慣例であった(鶴岡一人、水原茂、上田利治など)。大学野球では現在でも多くのチームが監督の背番号としている。
- しかし1970年代ごろから江川卓、郭源治などエース級の投手の着用が見られはじめ、近年では小林雅英、久保田智之、西村健太朗、一岡竜司、鍵谷陽平など名リリーバーに多く着用例がみられる。

### その他
- 1は日本プロ野球では内野手や外野手の着用が多いが、守備番号で投手ということもあり、特別な意味合いを持って投手が背負うこともある。過去には鈴木啓示（近鉄）、野田浩司（阪神）、近藤真市（中日）、大嶺祐太（ロッテ）が付け、特に鈴木の「1」は球団消滅の2004年まで近鉄の永久欠番とされた。なお、野田と大嶺の両名は早い時期に背番号を変更している。また斎藤佑樹は入団より6年間上記18番を着けてきたが、2016年、成績不振を理由に自ら返上を申し入れ、2017年シーズンから引退まで球団より提示された1を着けていた。現役では松井裕樹（パドレス）が2014年から着用している。また王貞治（巨人）や愛甲猛（ロッテ）のように、もともと投手として入団した選手が野手に転向した後も引き続き使用し大活躍したケースもある。なお、東京ヤクルトスワローズでの1は若松勉以降「ミスタースワローズ」として、ヤクルト生え抜きで実績を残した選手（2016年の山田哲人まで全員が野手）が背負う番号となっている[5]。
- 19もエース格の投手が着用することが多く、尾崎行雄や小林繁、川尻哲郎、上原浩治、石川雅規、金子千尋、吉見一起、野村祐輔、菅野智之、増井浩俊、藤浪晋太郎、山岡泰輔などの例がある。また赤堀元之、山﨑康晃のようにリリーフエースが着用する場合もある。一方、打者での着用では野村克也（捕手。南海他）の実績が突出している他、2020年からは野村と同じく捕手で、かつ南海の後身であるソフトバンクに在籍する甲斐拓也が着用する[6]。
- 41も1980～1990年代の西武黄金時代にエースとして活躍した渡辺久信がいたり、前述の斎藤雅樹が11番に変更する前に41番を着けて1989年に「11連続完投勝利（日本記録）をマーク」「20勝を挙げて最多勝」「チームの日本一に貢献」と大活躍したことでエースナンバーのイメージを持たれるようになった。また中日のセットアッパーで活躍した浅尾拓也もこの背番号を背負った。現在では若干イメージが薄まったものの、次代のエースを期待して獲得した新人投手などに贈られるケースがある。現役では千賀滉大（ソフトバンク）などが背負っている。一方、打者でも谷沢健一、稲葉篤紀、雄平（投手時代後期から着用）など実績を残した選手の着用例がある。
- 42はMLBで黒人初のメジャーリーガーであるジャッキー・ロビンソン（ロサンゼルス・ドジャース）が着けていた背番号で、MLBでは現在全球団共通の永久欠番となっているため、近年では投手・野手を問わず、外国人選手が着用することが極めて多い。
- 47はかつては300勝投手の小山正明が阪神在籍時代の1958年から47番を着けて、大毎移籍後も引退まで47を着用し続けた事から、左右問わず投手が着用する事が多かったものの、1982年に西武に入団した工藤公康がダイエー移籍後の1995年、1996年と、西武に復帰した現役最終年の2010年を除いて、47を着用し続けた事から、34と同様に左腕投手のイメージが付与された。工藤以降の左腕投手では野口茂樹、前田浩継、帆足和幸、杉内俊哉、山口鉄也、青木高広、砂田毅樹などが着用していた。現在も左腕投手のイメージが強く残っており、2025年では高橋奎二（ヤクルト）、森田駿哉（巨人）、桐敷拓馬（阪神）、吉田聖弥（中日）、大関友久（ソフトバンク）、鈴木昭汰（ロッテ）、藤井聖（楽天）、杉山遙希（西武）の8球団の左腕投手が着用している。

### 日本国外
- アメリカでは特定の番号がエースナンバーとされるといった概念は薄く、せいぜいノーラン・ライアンの34を希望する投手が多いという程度である。アメリカでは移籍が多く特定の選手の番号という意識が残りにくい、また永久欠番が多く、特定の番号が継承されにくいことが要因と考えられる。ただし、49は変則スタイルのピッチャー（ナックル・ボーラー、または横手及び下手投げピッチャー）に与えることはよくある。
  - 1997年に巨人からニューヨーク・メッツに移籍した柏田貴史がメジャー昇格した際、当時の監督だったボビー・バレンタイン（その前後に千葉ロッテマリーンズの監督を歴任）の計らいで背番号18を贈られている（「日本ではエースピッチャーが付ける番号だから」というもの）。

## サッカー
サッカーでは試合毎に選手に背番号を与え背番号が選手固有のものではない期間が長く続き、背番号は選手ではなくポジションの象徴であった。基本的に先発選手に対して1番から順番に自軍のゴールに近いポジションから割り振られた。このため、攻撃的なポジションの番号である9～11番はエースナンバーと捉えられることが多く、
中でも10番は特別な意味をもつ背番号であると考えられている。海外の代表チームにおいてはペレ、ジーコ、ミシェル・プラティニ、ディエゴ・マラドーナ、ジネディーヌ・ジダンなどの名選手が背負った。
一方でジョージ・ベスト、エリック・カントナ、デビッド・ベッカム、クリスティアーノ・ロナウドなどが付けたマンチェスター・ユナイテッドやラウル・ゴンサレス、クリスティアーノ・ロナウドなどが付けたレアル・マドリードにおける7番のように各クラブで固有のエースナンバーも存在する。代表別では、オランダ代表においてヨハン・クライフが背負っていた14番、ドイツ代表においてゲルト・ミュラーやミヒャエル・バラックが背負っていた13番が固有のものである。日本ではセレッソ大阪の8番、ヴィッセル神戸や前橋育英高校の13番、四日市中央工高校の17番などがクラブや高校固有のエースナンバーとなっている。

## バスケットボール
日本では3秒ルールのために4番が一番小さい番号であるのでエースナンバーである。アメリカでは歴代1位の通算得点38,387のカリーム・アブドゥル＝ジャバーが33だったのでバスケットをする子供はみんな33番をつけたがったが先輩などが既につけているために近い番号の32・34も人気があったほど。マイケル・ジョーダンの番号である23（レブロン・ジェームズはジョーダンに憧れ23をつける）、マジック・ジョンソンの番号である32､ラリー・バードの番号である33､などがエースナンバーといわれる。34はアキーム・オラジュワン、チャールズ・バークレーなどが有名。

## バレーボール
かつては「4番」をエースが付けることが多かった。これは試合前に決めるローテーションオーダー（サーブ順）で、4番に位置する選手は前衛レフト位置からスタートし、最も前衛でプレイする回数が多い選手となるため、4番という番号（位置）が＝「エース」というイメージとなった。
ただし近年は位置と背番号は一致させたりリンクさせるイメージが無くなったため、大学、社会人、Vリーグなどの有名選手が様々な番号をつけることが増えた。よって他のスポーツに比べると「○番＝エース」というイメージは無くなっていると推測される。
現在では中・高学生でエース選手が「4」を付けているチームは多く、小学生（ジュニア）世代のチームでは、「1」あるいは「4」をエース選手が付けているケースが多い。

## モータースポーツ

### F1
F1においては、前年度のチャンピオンドライバーがカーナンバー1を付けることができる。
1974年からチームごとにカーナンバーが固定され、前年度のチャンピオンドライバーがカーナンバー1を付けることを規定した。
- この年は前年度のチャンピオンだったジャッキー・スチュワートが引退し不在となったため、前年度のコンストラクターズチャンピオンとなったロータスのエースドライバー、ロニー・ピーターソンが1を付けた。
- 1993年と1994年は前年度のチャンピオンドライバーが引退し不在であったため1は欠番となり、デイモン・ヒルがカーナンバー0を付けた。
- 一般に、「カーナンバーが連番の場合は小さい番号がエースナンバー」とされることが多かった。エースドライバーを固定してセカンドドライバーを1レース単位で次々と入れ替えるという起用法をとったブラバムなどでは顕著だった。
- フェラーリでは、1981年以降はカーナンバー27がエースナンバーとされ、セカンドドライバーに28が充てられた。ジル・ヴィルヌーヴが初めてこの番号を付けて活躍し、ヴィルヌーヴの死後はパトリック・タンベイ、ミケーレ・アルボレート、ナイジェル・マンセル、アラン・プロスト、ジャン・アレジが続いた。
- ナイジェル・マンセルはウィリアムズ時代に赤いカーナンバー5を使用していたことから「レッド5」と呼ばれた。

1996年から前年度のコンストラクターズランキング順に変更されたが、前年度のチャンピオンドライバーが所属するチームには1と2が与えられた。一般的に、チーム内ではエース格のドライバーが小さい番号を付ける場合が多かった。
2014年からドライバーごとの固定ナンバー制となり、前年度のチャンピオンドライバーが1を付ける義務はなくなった。カーナンバー44を使用するルイス・ハミルトンは2014-2015年、2017-2018年にチャンピオンとなったが、1を選択せず44のまま翌年のシーズンに参戦した。

### その他のモータースポーツ
ル・マンやSUPER GTなどの希望車番の申請制度を取っているレースでは、チームに縁のある番号を取得し、複数台エントリーする場合はその番号がエースとなる。例えば、ル・マンにおいてベントレーは、2003年に8番を取得、2004年には7番と8番を取得して8番に全員イギリス人ドライバーを据えた。（ベントレーにおいて8は特別な数字であり、スピード8という車の名前でもある。）同様に、アストンマーティンもDBR9より9番とその周辺を取得したり、アウディも1番を取得する前はR8から8番を中心に取得していたりした。SUPER GTでは日産のエースナンバーとして23番（ニッサン → 23）などがある。トヨタ勢（レクサス勢）は30番台につける習慣がある（現役車両では5台出走しており、その中で35号車（クラフト、過去にはトムスが着用）、36号車（トムス）、38号車（セルモ）、39号車（サード）の4台あり、過去では32号車（かつてセルモ2号車が着用で現在はホンダの中嶋レーシングが着用）、33号車（セルモ2号車）、34号車（クラフト）、37号車（トムス2号車）があった）。なお、SUPER GTでは1番がGT500クラス・0番がGT300クラスのチャンピオンナンバーとなっており、各クラスの前年度のチャンピオンチームのみが選択希望できる。希望しなかった場合は欠番となり、他チームは選択できない規則になっている。

## サイクルロードレース
サイクルロードレースにおいてチーム単位、なおかつ各チーム同じ人数でのエントリーが行われる場合、チーム別に（百と）十の位が同じゼッケンが割り当てられる。その際、それぞれのチームでエースに指名された選手に基本的に一の位が「1」のゼッケンが与えられる。それ以外の選手にはチームによって準エース格の選手に小さい番号を与える所もあるが、機械的に名前（ファミリーネーム）のアルファベット順（日本では五十音順の場合もある）に「2」から後の番号を割り振るチームも多い。